# Bohatyrka
Bohatyrka (ukr. Богатирка) – wieś na Ukrainie, w obwodzie kijowskim, w rejonie białocerkiewskim, w hromadzie Stawyszcze. W 2001 liczyła 388 mieszkańców, spośród których 384 wskazało jako ojczysty język ukraiński, a 4 rosyjski.

## Urodzeni
- Józef Bohdan Zaleski